# Château de Villemur
Le château de Villemur ou château Goubeau est un manoir surplombant la commune d'Ax-les-Thermes, dans l'Ariège, en région Occitanie (France).

## Historique
Construit de 1910 à 1919 au nord de la cité thermale par Georges Goubeau, à l'époque ingénieur général des carrières de talc de Trimouns dont l'usine se trouve à Luzenac, le château de Villemur est donc aussi connu sous le nom de château Goubeau. Il est passé dans la famille Fédou par alliance, grâce à Paul Fédou, gendre de Georges Goubeau, qui deviendra lui aussi ingénieur général des mines de talc. Toujours par alliance, il passera au gendre de Paul Fédou, Pierre Villemur, qui fut aussi ingénieur général des mines de talc plus tard. La famille Fédou-Villemur l'a ainsi conservé jusqu'en 2018.
La demeure possédait un magnifique mobilier datant de 1900 qui a malheureusement été vendu aux enchères en 2018. Elle appartient aujourd'hui à la mairie d'Ax, et est inscrit au patrimoine thermal de la région Occitanie. Afin de pallier un manque dans le dispositif réceptif de la ville, il est question en 2019 qu'un hôtel de haut-standing soit construit sur une partie du parc.

## Architecture

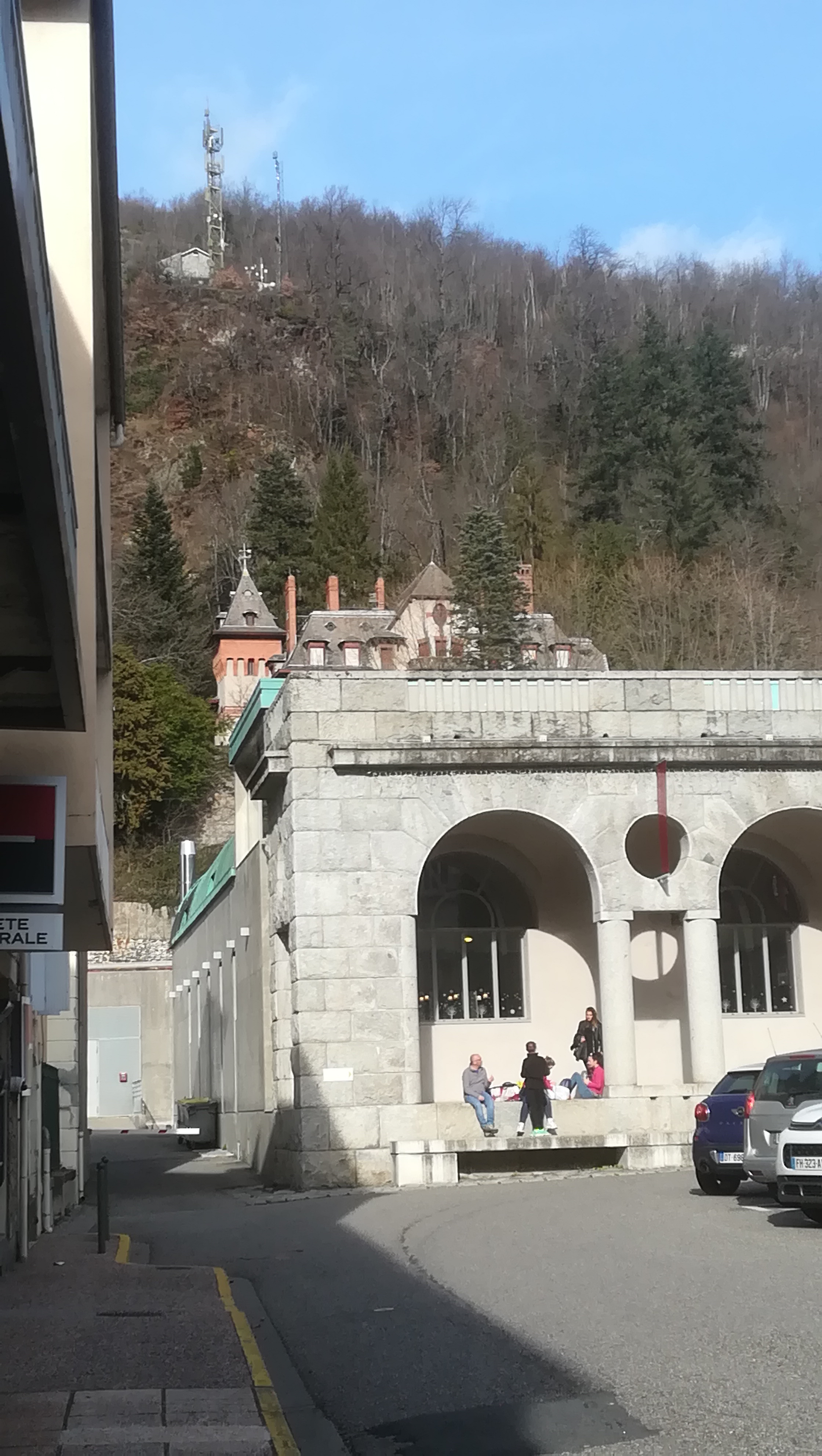
Le château, au-dessus des bains du Couloubret

Le château de Villemur a été construit dans le style anglo-normand, avec à l'origine des jardins à la française. Ceux-ci ont plus tard été remplacés par un parc boisé. 
Le manoir possède plus de cinquante pièces, dont une dizaine de chambre, quatre cuisines, une dizaine de salles d'eau et plusieurs salles à manger et séjours. Certaines des chambres ont un plafond de 3,8m de haut, et la superficie du château est de 770m2 sur quatre étages. Le manoir a aussi la particularité d'être chauffé par de l'eau thermale.